# نمودار تبارنامه

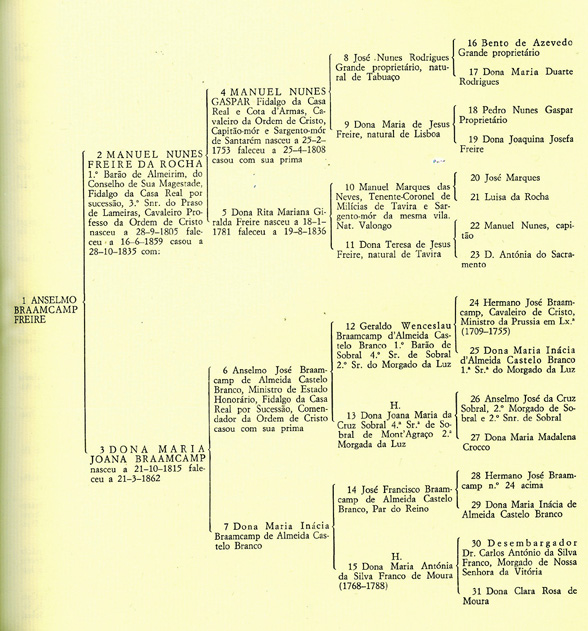
نمونه‌ای از نمودار تبارنامه با استفاده از شماره‌گذاری Ahnentafel

نمودار تبارنامه‌ (به انگلیسی: Pedigree chart)، نموداری است که وقوع و ظهور فنوتیپ‌ها از یک ژن یا ارگانیسم خاص و نیاکان آن از نسلی به نسل دیگر را نشان می‌دهد، که بیشتر انسان‌ها، سگ‌های نمایشی و اسب‌های مسابقه‌ای به کار می‌رود.

## در کاربرد انسان
برخی از نمونه‌های صفت‌های غالب عبارتند از: طاسی مردانه، آستیگماتیسم و کوتولگی. برخی از نمونه‌های صفت‌های مغلوب عبارتند از: ریزچشمی، کم‌مویی بدن و بلندقدی.

## در دامپروری
در عمل زادگیری گزینشی جانوران، به‌ویژه در نگهداری جانوران و دام، از جمله اسب، نمودار تبارنامه برای ردیابی اصل و نسب جانوران و کمک به برنامه‌ریزی برنامه‌های اصلاح نژاد مناسب برای افزایش صفات مطلوب استفاده می‌شود. ثبت نژاد به ردیابی دقیق تبارنامه‌ها و نگهداری مدارک دقیق تولد، مرگ و شناسایی ویژگی‌های هر جانور ثبت‌شده اختصاص دارد.